# Maria Römer-Krusemeyer
Maria Römer-Krusemeyer (geborene Maria Krusemeyer; * 16. November 1894 in Magdeburg; † 20. September 1964 in Münster, Nordrhein-Westfalen) war eine deutsche Autorin.

## Leben
Emma Maria Römer-Krusemeyer war die Tochter des Eisenbahnamtmanns Hermann Krusemeyer (* 9. Dezember 1854 in Olvenstedt bei Magdeburg; † 5. Dezember 1930 in Marburg) und Helene Krusemeyer geb. Dyckhoff (* 18. Juli 1868 in Lüdinghausen; † 13. Dezember 1928 in Warburg). Sie wurde 1925 an der Universität Münster zur Dr. phil. promoviert. Sie heiratete Peter Arthur Maria Römer (* 4. März 1893 in Urft/Eifel; † 7. Dezember 1957 in Bad Salzuflen) und lebte mit ihm ab 1. März 1933 in Münster und später in Bad Salzuflen. Das Paar hatte eine Tochter, Hildegard Ochse (1935–1997).

## Schriften
- Der Einfluss Goethes auf George Meredith. Phil. Diss., 1925
- Die Eltern (Gedicht). Heimatblätter (Düren) Jg. 3, Nr. 16, 1926
- Große Frauen der Vergangenheit. J. Kösel & F. Pustet, München 1928
- Der Leuchter. Gedichte. Regensbergsche Verlagsbuchhandlung, Münster 1928
- Im Wandel der Zeiten. Mittelalter und Neuzeit bis 1648. Lehrwerk für den Geschichtsunterricht. Ferdinand Schöningh Verlag, Paderborn 1930
- Der Brunnen. Regensbergsche Verlagsbuchhandlung, Münster 1932
- Die Wiege. Ferdinand Schöningh Verlag, Paderborn 1947
- Adolf Donders 1877–1944. Regensbergsche Verlagsbuchhandlung, Münster 1949
- Tugend ausverkauft. Ein Mädchenheft. Pfeiffer, München 1955
- Verwandelte Welt. Ein Mädchenheft. Pfeiffer, München 1955
- Hallo Ulla! Ein Mädchenheft. Pfeiffer, München 1955
- Verwandelte Welt. Ein Mädchenheft. Pfeiffer, München 1955
- Wer und was, wo und wann. Ein Quizbuch für Jugendgruppe, Familie und Religionsunterricht. Pfeiffer, München 1957
- So, so oder so? Zur Gewissensbildung für junge Menschen. Pfeiffer, München 1958
- Kennst Du sie? Heils- und Kirchengeschichte einmal anders. Ein Personenquiz. Pfeiffer, München 1959
- Rund um die Liebe. Pfeiffer, München 1960
- Leben in Gerechtigkeit. Zur Soziallehre der Kirche. Pfeiffer, München 1961